# Sandinista!
Sandinista! is het vierde studioalbum van de Britse punkband The Clash. Het werd uitgebracht in 1980 op drie elpees. Het album bereikte de 24ste plaats in de Amerikaanse hitlijst, de negende plaats in Zweden, de achtste plaats in Noorwegen en de derde plaats in Nieuw-Zeeland.

## Tracklist
| Nr. | Titel                   | Duur |
| --- | ----------------------- | ---- |
| 1.  | The Magnificent Seven   | 5:25 |
| 2.  | Hitsville U.K.          | 4:16 |
| 3.  | Junco Partner           | 4:49 |
| 4.  | Ivan Meets G.I. Joe     | 3:12 |
| 5.  | The Leader              | 1:31 |
| 6.  | Something about England | 3:40 |

| Nr. | Titel                 | Duur |
| --- | --------------------- | ---- |
| 1.  | Rebel Waltz           | 3:22 |
| 2.  | Look Here             | 2:42 |
| 3.  | The Crooked Beat      | 5:29 |
| 4.  | Somebody Got Murdered | 3:27 |
| 5.  | One More TIme         | 3:30 |
| 6.  | One More Dub          | 3:32 |

| Nr. | Titel                                  | Duur |
| --- | -------------------------------------- | ---- |
| 1.  | Lightning Strikes (Not Once but Twice) | 4:48 |
| 2.  | Up in Heaven (Not Only Here)           | 4:25 |
| 3.  | Corner Soul                            | 2:40 |
| 4.  | Let's Go Crazy                         | 4:20 |
| 5.  | If Music Could Talk                    | 4:33 |
| 6.  | The Sound of Sinners                   | 3:57 |

| Nr. | Titel                          | Duur |
| --- | ------------------------------ | ---- |
| 1.  | Policy on My Back              | 3:14 |
| 2.  | Midnight Log                   | 2:07 |
| 3.  | The Equaliser                  | 5:45 |
| 4.  | The Call Up                    | 5:15 |
| 5.  | Washington Bullets             | 3:48 |
| 6.  | Broadway                       | 4:53 |
| 7.  | Blowing in the Guns of Brixton | 0:49 |

| Nr. | Titel              | Duur |
| --- | ------------------ | ---- |
| 1.  | Lose this Skin     | 5:03 |
| 2.  | Charlie Don't Surf | 4:52 |
| 3.  | Mensforth Hill     | 3:40 |
| 4.  | Junkie Slip        | 2:47 |
| 5.  | Kingston Advice    | 2:34 |
| 6.  | The Street Parade  | 3:24 |

| Nr. | Titel                | Duur |
| --- | -------------------- | ---- |
| 1.  | Version City         | 4:01 |
| 2.  | Living in Fame       | 4:55 |
| 3.  | Silicone on Sapphire | 4:27 |
| 4.  | Version Pardner      | 5:18 |
| 5.  | Career Opportunities | 2:28 |
| 6.  | Shepherds Delight    | 3:22 |

## Musici
- Paul Simonon - basgitaar, zang
- Topper Headon - drums, zang
- Mick Jones - gitaar, zang
- Joe Strummer - zang, gitaar
- Ellen Foley - zang (op Hitsville UK)
- Maria Gallagher - zang op "Blowing in the Guns of Brixton"
- Mikey Dread - zang op "Living in Fame" op "Shepherds Delight"
- Ben Gallagher - zang op "Career Opportunities"
- Luke Gallagher - zang op "Career Opportunities"